# Saint-Cergues
Pour l’article ayant un titre homophone, voir Saint-Cergue.
Saint-Cergues est une commune française située dans le département de la Haute-Savoie, en région Auvergne-Rhône-Alpes. Elle fait partie de l'agglomération transfrontalière du Grand Genève.

## Géographie

### Localisation
La commune de Saint-Cergues est située à une altitude moyenne de 560 m, à environ 14 km à vol d'oiseau de la ville de Genève. Le village s'étend du pied du versant ouest des Voirons (Préalpes du Nord), le long du lit du Foron (confluent de l'Arve) jusqu'à la frontière avec la Suisse.
Le secteur communal couvre une surface de 12,55 km2 à proximité du lac Léman. Il est traversé par le Foron du nord-est au sud-ouest parallèlement à la chaîne de montagne des Voirons. Le lit de ce ruisseau est situé dans une vallée due à l'érosion causée par la fonte du grand glacier du Rhône. À l'ouest de cette vallée, le sommet de Monniaz (altitude moyenne 530 m) forme la frontière. Le terrain communal s'étale vers l'est sur le plateau de Saint-Cergues jusqu'à la forêt très dense des Voirons, où est situé le point le plus élevé de Saint-Cergues (1 480 m). La délimitation au sud est formée par la lit du torrent de la Chandouze.
Les communes limitrophes sont Machilly au nord, Bons-en-Chablais et Boëge à l'est, Cranves-Sales et Juvigny au sud ainsi que la commune suisse de Jussy (Canton de Genève, Suisse) à l'ouest.

### Climat
Saint-Cergues se situe au pied de la montagne des Voirons ; donc son climat (certes tempéré) reste quand même un climat assez montagnard. Les Voirons n'est pas une montagne assez grande pour une station de ski ; mais cela n'empêche pas que la neige y tombe et y reste souvent accrochée un moment. 
D'une manière plus générale, la commune de Saint-Cergues n'a pas de climat très particulier, si ce n'est que du soleil l'été et de la neige l'hiver (en règle générale).

### Voies de communication et transports
Saint-Cergues fait partie de l'agglomération d'Annemasse. Le chef-lieu est traversé par la route départementale 15. La commune est traversée par la route départementale 1206 (anciennement route nationale 206), qui est aménagée en route express depuis 2014.
Saint-Cergues bénéficie du service proxi'TAC ainsi que des transports à la demande (TAD) ce sont des transports annemassiens collectifs (TAC) qui passent aux heures creuses ou sous réservation ainsi que de la ligne de bus 7 aux heures de pointe. Les lignes 141 et 151 des transports en commun de Thonon-les-Bains (Star't) desservent aussi la commune.
Les transports TpgFlex issus de la compagnie des transports publics genevois sont aussi en disposition sous système de réservation, ils desservent pour le moment l'arrêt Saint-Cergues Gare.
La gare de Saint-Cergues-Les Voirons est fermée depuis le 3 novembre 2009.

## Urbanisme

### Typologie
Au 1er janvier 2024, Saint-Cergues est catégorisée ceinture urbaine, selon la nouvelle grille communale de densité à sept niveaux définie par l'Insee en 2022.
Elle appartient à l'unité urbaine de Saint-Cergues, une agglomération intra-départementale regroupant trois  communes, dont elle est ville-centre,,. Par ailleurs la commune fait partie de l'aire d'attraction de Genève - Annemasse (partie française), dont elle est une commune de la couronne,. Cette aire, qui regroupe 158 communes, est catégorisée dans les aires de 700 000 habitants ou plus (hors Paris),.

### Occupation des sols
L'occupation des sols de la commune, telle qu'elle ressort de la base de données européenne d’occupation biophysique des sols Corine Land Cover (CLC), est marquée par l'importance des forêts et milieux semi-naturels (45,4 % en 2018), une proportion sensiblement équivalente à celle de 1990 (45,8 %). La répartition détaillée en 2018 est la suivante : 
forêts (42,5 %), zones urbanisées (21,4 %), zones agricoles hétérogènes (17,6 %), terres arables (10,2 %), prairies (5,5 %), milieux à végétation arbustive et/ou herbacée (2,9 %).
L'IGN met par ailleurs à disposition un outil en ligne permettant de comparer l’évolution dans le temps de l’occupation des sols de la commune (ou de territoires à des échelles différentes). Plusieurs époques sont accessibles sous forme de cartes ou photos aériennes : la carte de Cassini (XVIIIe siècle), la carte d'état-major (1820-1866) et la période actuelle (1950 à aujourd'hui).

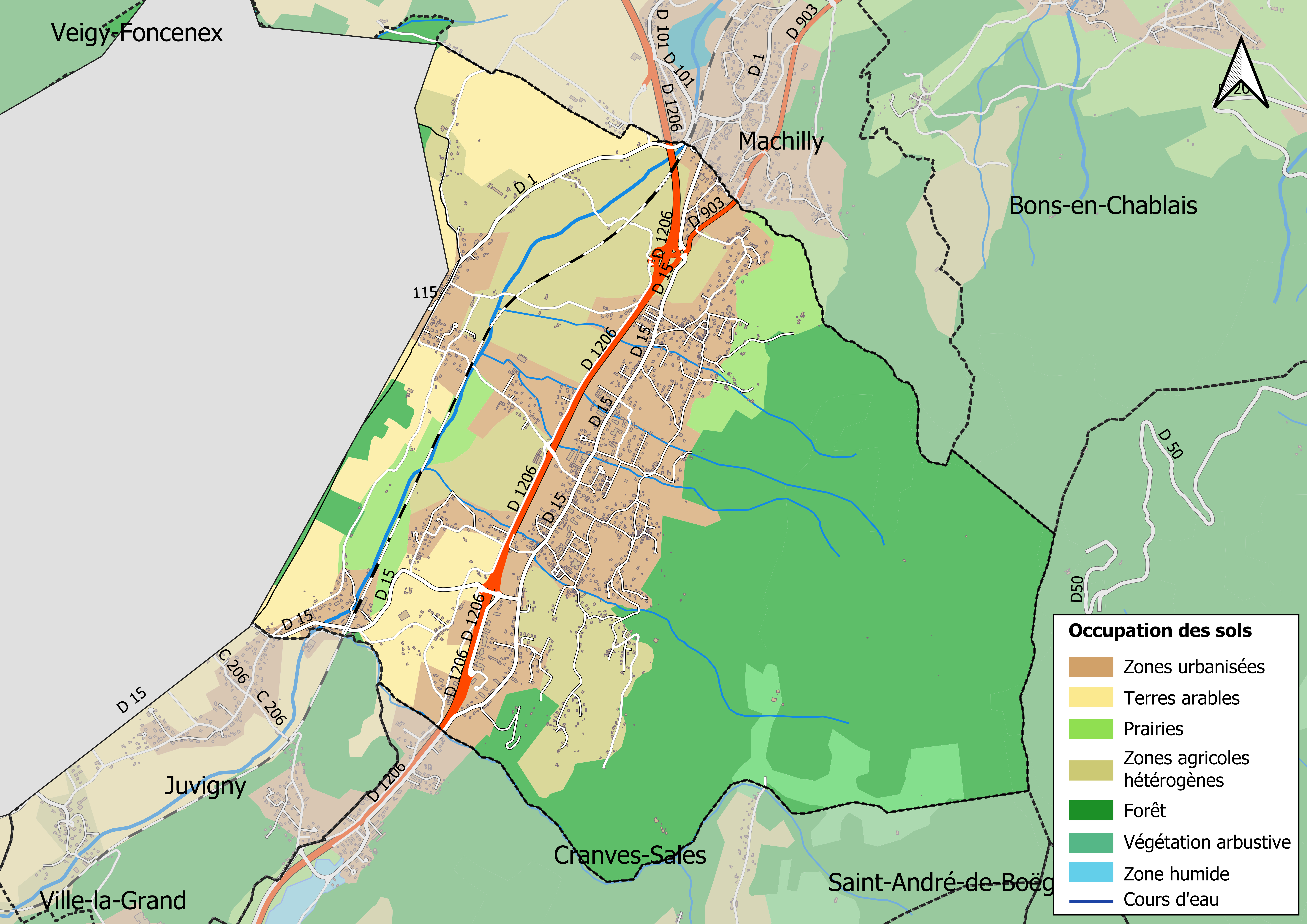
Carte des infrastructures et de l'occupation des sols en 2018 (CLC) de la commune.
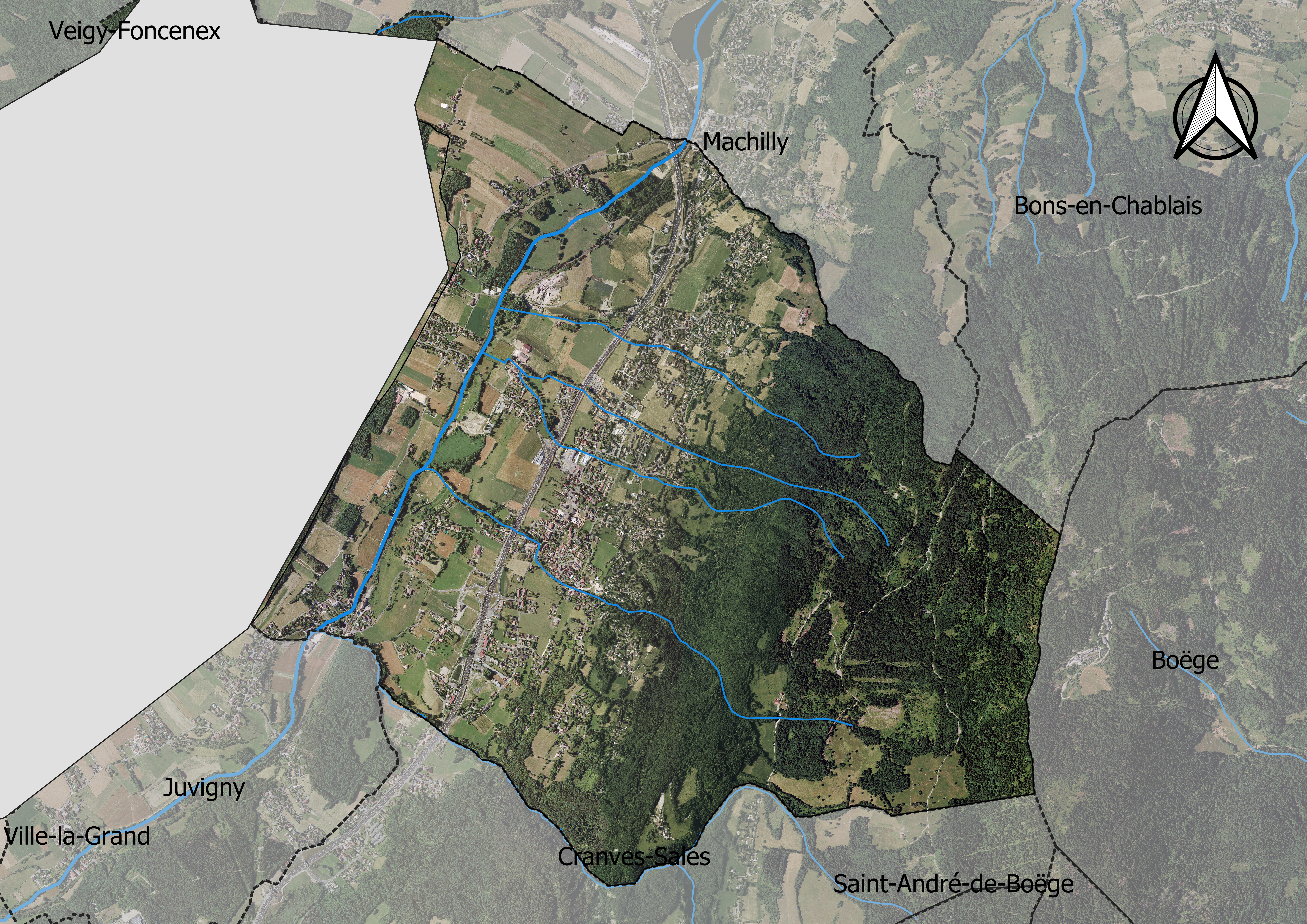
Carte orthophotogrammétrique de la commune.

### Morphologie urbaine
En plus du centre-ville proprement dit, Saint-Cergues comporte plusieurs quartiers :
- le Bourgeau (altitude moyenne 533 m) ;
- Bourjaillet (altitude moyenne 526 m) ;
- la Tuilière (altitude moyenne 542 m) ;
- les Fontaines (altitude moyenne 539 m) ;
- la Charrière (altitude moyenne 566 m) ;
- l'Archet (altitude moyenne 570 m) ;
- le Bois (altitude moyenne 600 m) ;
- les Baraques (altitude moyenne 559 m) ;
- Terret (altitude moyenne 590 m) ;
- Boringes (altitude moyenne 580 m).

## Toponyme
Saint-Cergues est un toponyme dérivé de saint Cyr, Cyricus ou Cyrice, nom porté par deux martyrs du IVe siècle. Les premières mentions sont Cura S. Ciricii en 1113 ou encore Cura Si Cirici vers 1344. Toutefois, le toponyme provient surtout de la réunion de trois églises en ruine vers le XVIIe siècle, faisant disparaître le nom originel du village « Pistilinge ».
En francoprovençal, le nom de la commune s'écrit San-Fargo (graphie de Conflans) ou Sant-Cèrgue (ORB).

## Histoire

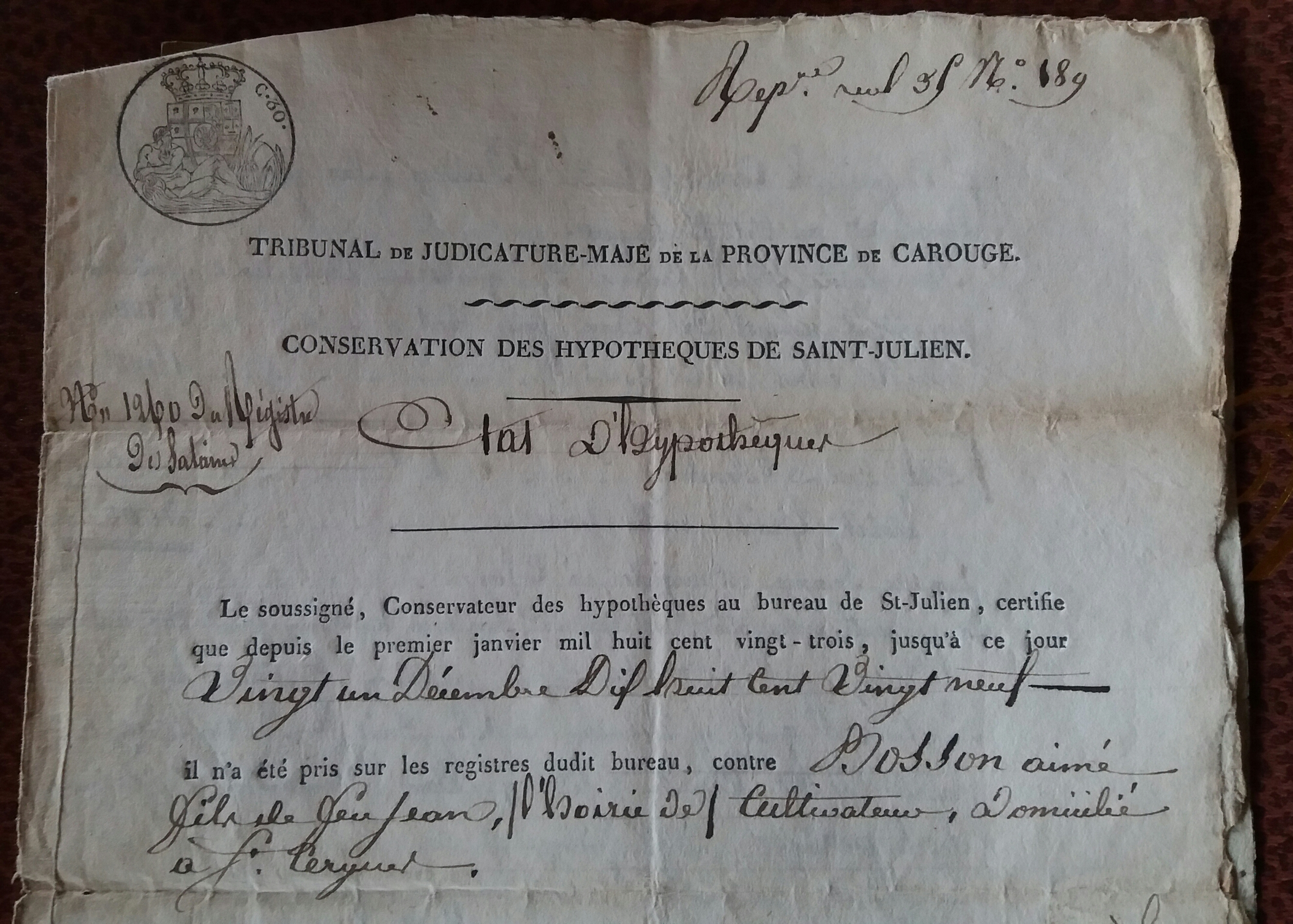
Document administratif de Saint-Julien, province de Carouge, concernant un habitant de la commune de Saint-Cergues, 1829. Porte le sceau des Etats de Savoie.

L'endroit était déjà peuplé à la préhistoire.
Au Moyen Âge, l'abbaye d'Aulps y possède de nombreux biens organisés autour de la grange de Neydens. En 1113, l'évêque de Genève Gui de Faucigny cède à l'abbé d'Aulps Guérin les revenus de l'église paroissiale. En 1321, les revenus annuels de cette grange s'élevaient à plus de dix tonnes de froment, quatorze hectolitres de vin, une tonne d'avoine, six-cent-cinquante kilos de châtaigne. En 1283, les gens du sire Chabert de Villette l'incendièrent. En 1378, ceux des religieuses de Bellerive y dérobèrent plus de 24 hectolitres de blé. L'affaire fut suffisamment grave pour être portée devant le chapitre général de l'ordre cistercien.
Entre 1780 et 1837, Saint-Cergues fait partie de la province de Carouge, division administrative des États de Savoie, avant d'être finalement rattachée à la province du Faucigny, comme le reste du mandement d'Annemasse (1837-1860).

### L'Annexion de la Savoie à la France
Lors des débats sur l'avenir du duché de Savoie, en 1860, la population est sensible à l'idée d'une union de la partie nord du duché à la Suisse. Une pétition circule dans cette partie du pays (Chablais, Faucigny, Nord du Genevois) et réunit plus de 13 600 signatures, dont 252 pour la commune,. Le duché est réuni à la suite d'un plébiscite organisé les 22 et 23 avril 1860 où 99,8 % des Savoyards répondent « oui » à la question « La Savoie veut-elle être réunie à la France ? ».

### L'époque moderne
À l’époque moderne, la commune fut un lieu de séjour privilégié pour son air pur au point que par décret du 15 février 1929 elle est classée « station climatique d'été recommandée » ; par ailleurs elle connut aussi un succès notoire dans la monoculture de la framboise (1 200 tonnes par an).

## Politique et administration

### Liste des maires
| Période                                  | Période                       | Identité          | Étiquette      | Qualité |
| ---------------------------------------- | ----------------------------- | ----------------- | -------------- | --- |
| 1971                                     | mars 1983                     | Marcel Tardy      |                | |
| mars 1983                                | mars 2008                     | Louis Vuilloud    | DVD            | Retraité, maire honoraire |
| mars 2008                                | avril 2009                    | Bernard Péchaubès | DVD            | Retraité, ancien adjoint 9e vice-président d'Annemasse Agglo                                                                                            |
| mai 2009                                 | En cours (au 15 juillet 2020) | Gabriel Doublet   | MoDem puis UDI | Enseignant 1er vice-président d'Annemasse Agglo puis président Vice-président du Pôle métropolitain du Genevois français Réélu pour le mandat 2020-2026 |
| Les données manquantes sont à compléter. |                               |                   |                | |

## Population et société
Ses habitants sont appelés les Saint-Cerguois.

### Démographie
L'évolution du nombre d'habitants est connue à travers les recensements de la population effectués dans la commune depuis 1793. Pour les communes de moins de 10 000 habitants, une enquête de recensement portant sur toute la population est réalisée tous les cinq ans, les populations de référence des années intermédiaires étant quant à elles estimées par interpolation ou extrapolation. Pour la commune, le premier recensement exhaustif entrant dans le cadre du nouveau dispositif a été réalisé en 2008.

En 2022, la commune comptait 3 779 habitants, en évolution de +4,94 % par rapport à 2016 (Haute-Savoie : +6,01 %, France hors Mayotte : +2,11 %).
| 1793 | 1800 | 1806 | 1822 | 1838  | 1848  | 1858  | 1861  | 1866  |
| ---- | ---- | ---- | ---- | ----- | ----- | ----- | ----- | ----- |
| 524  | 695  | 705  | 900  | 1 126 | 1 375 | 1 202 | 1 141 | 1 230 |

| 1872  | 1876  | 1881  | 1886  | 1891  | 1896  | 1901  | 1906  | 1911  |
| ----- | ----- | ----- | ----- | ----- | ----- | ----- | ----- | ----- |
| 1 285 | 1 223 | 1 327 | 1 357 | 1 330 | 1 217 | 1 192 | 1 117 | 1 076 |

| 1921 | 1926 | 1931 | 1936 | 1946  | 1954  | 1962  | 1968  | 1975  |
| ---- | ---- | ---- | ---- | ----- | ----- | ----- | ----- | ----- |
| 968  | 998  | 926  | 944  | 1 136 | 1 183 | 1 152 | 1 291 | 1 830 |

| 1982  | 1990  | 1999  | 2006  | 2008  | 2013  | 2018  | 2022  | - |
| ----- | ----- | ----- | ----- | ----- | ----- | ----- | ----- | - |
| 2 088 | 2 337 | 2 513 | 2 939 | 3 064 | 3 362 | 3 624 | 3 779 | - |

### Médias

#### Radios et télévisions
La commune est couverte par des antennes locales de radios dont France Bleu Pays de Savoie, ODS Radio… Enfin, la chaîne de télévision locale TV8 Mont-Blanc diffuse des émissions sur les pays de Savoie. Régulièrement, l'émission La Place du village expose la vie locale. France 3 et sa station régionale France 3 Alpes peuvent parfois relater les faits de vie de la commune.

#### Presse et magazines
La presse écrite locale est représentée par des titres comme Le Dauphiné libéré, L'Essor savoyard, Le Messager - édition Faucigny, le Courrier savoyard.

#### Internet
Saint-Cergues a été récompensée pour sa politique Internet par le label « Ville Internet » en 2014 et 2015 par @@.

## Culture locale et patrimoine

### Lieux et monuments

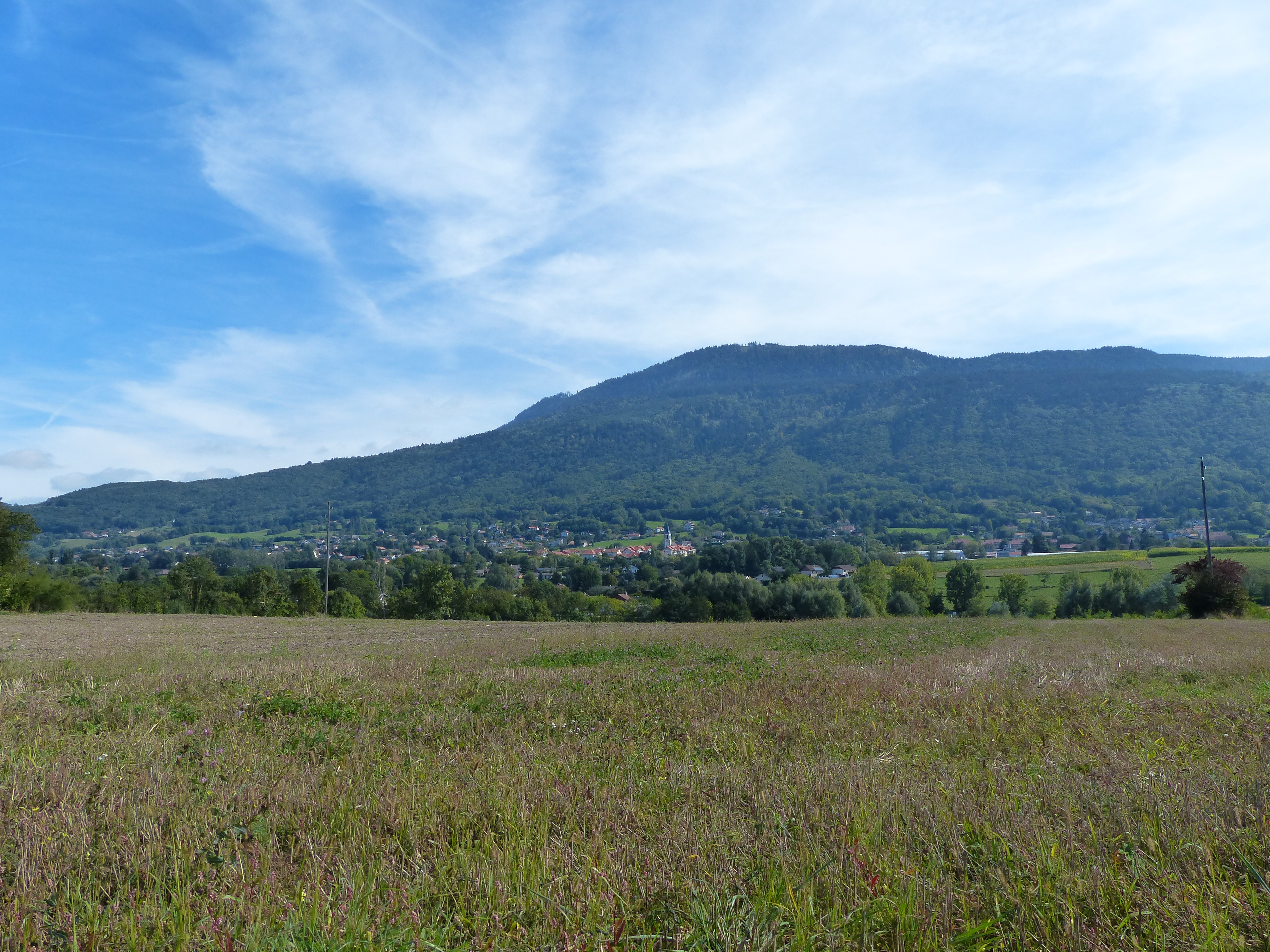
Saint-Cergues et les Voirons.

L'église, placée sous le patronage de saint Cyr, est de style néogothique. Située en bordure de forêt au-dessus du village, la chapelle de Chermont est du XIXe siècle. Le dolmen de la Cave aux Fées se situe à l'extrémité sud du secteur communal.
Le château de Langin est une maison forte complétée par une tour carrée dont il reste des vestiges.
Deux autres châteaux, aujourd'hui en ruine, se trouvaient sur la commune, celui de Locon et de Neydens.
- Cave aux Fées : dolmens de l'époque mégalithique, classé Monument historique en 1889[27].
- Croix de chemin de Saint-Cergues.

### Patrimoine naturel

#### Le gouffre à Partoi dit Kro d'Éwerõ
Sur le territoire de la commune, à 1 300 mètres sur le flanc nord-ouest des Voirons, se trouve le petit gouffre à Partoi dit Kro d'Éwerõ. Les grottes sont rares dans cette montagne. Ce gouffre à la particularité de posséder deux entrées, plus accessible vers le nord car très étroite et plus profonde au sud. Cette petite caverne mesure 40 mètres de long. Pour spéléologues professionnels ou expérimentés.

### Espaces verts et fleurissement
En 2014, la commune de Saint-Cergues bénéficie du label « ville fleurie » avec « une fleur » attribuée par le Conseil national des villes et villages fleuris de France au concours des villes et villages fleuris.

### Héraldique
| Armes de Saint Cergues | Les armes de Saint-Cergues se blasonnent ainsi : D'argent au chevron écimé de sable, accompagné en pointe d'une étoile à six rais d'azur ; au chef de gueules chargé de trois croisettes au pied fiché d'or. |